# James Bond (ornitólogo)
James Bond (Filadélfia, 4 de janeiro de 1900 – Filadélfia, 14 de fevereiro de 1989) foi um ornitólogo estadunidense, notório por seu trabalho na área e por ter inspirado o nome do espião fictício James Bond, criado por Ian Fleming.

## Vida e carreira
James nasceu 4 de janeiro de 1900 na Filadélfia, Pensilvânia, filho de Margaret Reeves (Tyson) e Francis Edward Bond. Seu interesse em história natural foi inspirado por uma expedição que seu pai realizou em 1911 para o delta do Orinoco. James estudou na St. Paul's School em Concord, Nova Hampshire, mas depois da morte de sua mãe ele se mudou com seu par para a Inglaterra em 1914. Lá, ele estudou na Escola Harrow e, mais tarde, na Faculdade Trinity em Cambridge, onde ele se formou em 1922 e se tornou o único membro estadunidense do Pitt Club. Após se formar, ele se mudou de volta para os Estados Unidos e trabalhou para uma firma bancária por três anos na Filadélfia. Seu interesse por história natural o fez pedir demissão do emprego para se juntar a uma expedição à Amazônia da Academy of Natural Sciences. Ele trabalhou como ornitólogo na organização na Filadélfia, ascendendo ao cargo de curador de ornitologia. Ele especializou-se em pássaros do Caribe,
James venceu a Medalha Musgrave do Instituto da Jamaica em 1952; A medalha Brewster da American Ornithologists' Union em 1954; e o Prêmio Leidy da Academy of Natural Sciences em 1975. Morreu no Hospital Chestnut Hill na Filadélfia aos 89 anos e foi enterrado no jardim da Igreja do Messias em Gwynedd Valley, Pensilvânia.

## Trabalhos
O trabalho mais duradouro de Bond foi seu guia para os Birds of the West Indies - "Pássaros das Índias Ocidentais", sobre pássaros do Caribe, que foi publicado pela primeira vez em 1936 e teve 11 edições durante sua vida. Ele publicou cerca de 150 artigos em várias revistas, incluindo descrições de 63 novas subespécies.
James Bond observou que a distribuição de rutías era limitada pelo que ele pensava ser uma fronteira marinha. Em 1973, David Lack propôs que se chamasse a Linha de Bond, uma fronteira biogeográfica entre Tobago e as Pequenas Antilhas que também dividia pássaros de origem norte e sul-americana. Em 2015, uma nova subespécie de rutías foi descrita como Plagiodontia aedium bondi e nomeada em homenagem a Bond por seu reconhecimento da divisão biogeográfica.

## A adoção do nome por Ian Fleming
Ian Fleming, que era um entusiasta da observação de aves morando na Jamaica, conhecia o livro de James, e escolheu seu nome para ser o herói de Casino Royale em 1953. Ian escreveu à esposa de James que "ocorreu a mim que esse nome breve, não-romântico, anglo-saxão e mesmo assim muito masculino era exatamente o que eu precisava, e então um segundo James Bond nasceu". Ele também contatou o James Bond real para falar sobre o uso de seu nome no personagem, e ele concordou. Em 1964, Ian deu a James a primeira edição de You Only Live Twice, autografada "ao verdadeiro James Bond, do ladrão de sua identidade". Em dezembro de 2008, o livro foi leiloado por US$ 84 000.

## Publicações
- Nesting of the Harpy Eagle (Thrasaetus Harpyia), The Auk, Vol. 44, No. 4, 1927, S. 562–563
- A New Golden Warbler from the Island of St. Lucia, B. W. I., The Auk, Vol. 44, No. 4, 1927, S. 571–572
- A remarkable West Indian Goatsucker, The Auk, Vol. 45, No. 4, 1928, S. 471–474
- The distribution and habits of the birds of the Republic of Haiti, Proceedings of the Academy of Natural Sciences of Philadelphia, Vol. 80, 1928, S. 483–521
- On the birds of Dominica, St. Lucia, St. Vincent, and Barbados, B.W.I., Proceedings of the Academy of Natural Sciences of Philadelphia, Vol. 80, 1928, S. 523–542
- The rediscovery of the St. Lucian Black Finch (Melanospiza richardsoni), The Auk, Vol. 46, No. 4, 1929, S. 523–526
- Notes on the Birds of St. Croix, U. S. V. I., The Auk, Vol. 47, No. 2, 1930, S. 270–271
- Notes on Some Birds from St. Lucia, B. W. I, The Auk, Vol. 49, No. 4, 1932, S. 496
- The Cuban Nightjar (Antrostomus C. Cubanensis) in the Isle of Pines, The Auk, Vol. 51, No. 4, 1934, S. 523
- The Status of the Great Blue Heron in the West Indies, The Auk, Vol. 52, No. 1, 1935, S. 76–77
- Lincoln's Sparrow (Melospiza L. Lincolni) Nesting Near Bangor, Maine, The Auk, Vol. 52, No. 1, 1935, S. 95–96
- The Name of the Antiguan Bullfinch, The Auk, Vol. 53, No. 2, 1936, S. 221
- Vireo Nelsoni Bond, The Auk, Vol. 53, No. 4, 1936, S. 458
- Resident birds of the Bay Islands of Spanish Honduras, Proceedings of the Academy of Natural Sciences of Philadelphia, Vol. 88, 1936, S. 353–364
- Willow Thrush in the Magdalen Islands, The Auk, Vol. 54, No. 1, 1937, S. 102
- New Records for Spanish Honduras, The Auk, Vol. 54, No. 1, 1937, S. 102
- Lincoln's Sparrow Nesting in Maine, The Auk, Vol. 54, No. 1, 1937, S. 102–103
- The Cape May warbler in Maine, The Auk, Vol. 54, No. 3, 1937, S. 306–308
- West Indian Orioles of the Genus Icterus, The Auk, Vol. 55, No. 3, 1938, S. 544
- Notes on birds from West Indies and other Caribbean islands, Notulae Naturae, Número 13, 1939, S. 1–6
- com Rodolphe Meyer de Schauensee: Descriptions of new birds from Bolivia. Part I. – Oscines. In: Notulae Naturae. Nr. 12, 15. Jun. 1939, S. 1–5 (books.google.de).
- com Rodolphe Meyer de Schauensee: Descriptions of new birds from Bolivia. Part II – A new species of the genus Pauxi. Nr. 29, 24. Oktober 1939, S. 1–3 (books.google.de).
- Some Birds from Montserrat, British West Indies, The Auk, Vol. 56, No. 2, 1939, S. 193–195
- On a Specimen of Sporophila Cinnamomea (Lafresnaye), The Auk, Vol. 56, No. 4, 1939, S. 481
- Check-list of Birds of the West Indies, Waverly Press, 1. edição, 1940
- Zusammen com Rodolphe Meyer de Schauensee: On some birds from Southern Colombia, Proceedings of the Academy of Natural Sciences of Philadelphia, Vol. 92, 1940, S. 153–169
- com Rodolphe Meyer de Schauensee: Descriptions of new birds from Bolivia. Part III. – Mesomydi [Mesomyodi]. In: Notulae Naturae. Nr. 44, 5. April 1940, S. 1–4 (books.google.de).
- Bahama Pintail and Cinnamon Teal in Cuba, The Auk, Vol. 57, No. 3, 1940, S. 412
- Identity of United States Specimens of Fork-tailed Flycatcher, The Auk, Vol. 57, No. 3, 1940, S. 418–419
- Zusammen com Carroll Sargent Tyson: Birds of Mt. Desert island, Acadia national park, Maine, The Academy of Natural Sciences of Philadelphia, 1941
- Zusammen com Rodolphe Meyer de Schauensee: Descriptions of new birds from Bolivia. Part IV, Notulae Naturae, Número 93, 1941, S. 1–7
- Zusammen com Rodolphe Meyer de Schauensee: The birds of Bolivia, Academy of Natural Sciences of Philadelphia, 1942
- Some West Indian Birds' Eggs, The Auk, Vol. 58, No. 1, 1941, S. 109–110
- Nidification of the birds of Dominica, B.W.I, The Auk, Vol. 58, No. 3, 1941, S. 364–375
- Zusammen com George Vanderbilt, Rodolphe Meyer de Schauensee: Results of the Fifth George Vanderbilt expedition (1941): (Bahamas, Caribbean sea, Panama, Galápagos archipelago and Mexican Pacific islands), Monograph (Academy of Natural Sciences of Philadelphia), Ausgabe 6, 1941
- Additional Notes on West Indian Birds, Proceedings of the Academy of Natural Sciences of Philadelphia, Vol. 94, 1942, S. 89–106
- Notes on the Devil Owl, The Auk, Vol. 59, No. 2, 1942, S. 308–309
- Zusammen com Rodolphe Meyer de Schauensee: A new species of dove of the genus Leptotila from Columbia, Notulae Naturae, Número 122, 1943, S. 1–2
- Nidification of the passerine birds of Hispaniola, The Wilson Bulletin, Vol. 55, No. 2, 1943, S. 115–125
- A New flycatcher of the genus Myiophobus from Peru, Notulae Naturae, Number 127, 1943, S. 1–2
- Zusammen com Rodolphe Meyer de Schauensee, A new race of Pyrrhura rupicola from Peru, Notulae Naturae, Number 138, 1944, S. 1–2
- Notes on the Arrow-Headed Warbler, The Wilson Bulletin, Vol. 56, No. 3, 1944, S. 172–173
- Check-list of Birds of the West Indies, Waverly Press, 2. edição, 1945
- Identity of Catesby's Tropic-Bird, The Auk, Vol. 62, No. 4, 1945, S. 660
- Field guide to birds of the West Indies: a guide to all the species of birds known from the Greater Antilles, Lesser Antilles and Bahama Islands, Macmillan, 1947
- A Second Specimen of Tangara Gouldi (Sclater), The Auk, Vol. 64, No. 1, 1947, S. 128
- Origin of the bird fauna of the West Indies, The Wilson Bulletin, Vol. 60, No. 4, 1948, S. 207–229
- Identity of Trinidad Barn Owls, The Auk, Vol. 66, No. 1, 1949, S. 91
- Check-list of Birds of the West Indies, Waverly Press, 3. edição, 1950
- Additional notes on West Indian birds, Notulae Naturae, Number 148, 1945, S. 1–4
- A New Woodhewer, Xiphocolaptes, from Peru, The Auk, Vol. 67, No. 2, 1950, S. 240–241
- Vireo Solitarius in Honduras, The Auk, Vol. 67, No. 3, 1950, S. 395
- A Large Sandpiper Clutch, The Wilson Bulletin, Vol. 62, No. 2, 1950, S. 93
- Some Remarks on West Indian Icteridae, The Wilson Bulletin, Vol. 62, No. 4, 1950, S. 216–217
- First supplement to the check-list of birds of the West Indies, Academy of Natural Sciences of Philadelphia, 1951
- Taxonomic notes on South American birds, The Auk, Vol 68, No. 4, 1951, S. 527–529
- Birds of Turneffe and Northern Two Cays British Honduras, Notulae Naturae, Number 260, 1954, S. 1–10
- Notes on peruvian Icteridae, Vireonidae and Parulidae, Notulae Naturae, Number 255, 1953, S. 1–15
- A new race of Gallinula chloropus from Barbados, Notulae Naturae, Number 264, 1954, S. 1
- Notes on Peruvian Piciformes, Proceedings of the Academy of Natural Sciences of Philadelphia, Vol. 106, 1954, S. 45–61
- Notes on Peruvian Coerebidae and Thraupidae, Proceedings of the Academy of Natural Sciences of Philadelphia, Vol. 107, 1955, S. 35–55
- A New Race of Least Bittern from Peru, The Auk, Vol. 72, No. 2, 1955, S. 208–209
- Additional notes on Peruvian birds. II., Proceedings of the Academy of Natural Sciences of Philadelphia, 108, 1956, S. 227–247
- Nesting of the Pygmy Palm-swift, The Auk, Vol. 73, No. 3, 1956, S. 475
- Second supplement to the check-list of birds of the West Indies (1956), Academy of Natural Sciences of Philadelphia, 1957
- Notes on the White-breasted Thrasher, The Auk, Vol. 74, No. 2, 1957, S. 259–260
- Third supplement to the Check-list of the Birds of the West Indies (1956), Academy of Natural Sciences of Philadelphia, 1958
- Fourth supplement to the Check-list of the Birds of the West Indies (1956), Academy of Natural Sciences of Philadelphia, 1959
- Fifth supplement to the Check-list of the Birds of the West Indies (1956), Academy of Natural Sciences of Philadelphia, 1960
- Zusammen com Sidney Dillon Ripley: The Black Noddy at Los Roques, Venezuela, The Auk, Vol. 77, No. 4, 1960, S. 473–474
- Sixth supplement to the Check-list of the Birds of the West Indies (1956), Academy of Natural Sciences of Philadelphia, 1961
- Extinct and near extinct birds of the West Indies, Research report, Ausgabe 4, International Committee for Bird Preservation. Pan American Section, 1961
- Seventh supplement to the Check-list of the Birds of the West Indies (1956), Academy of Natural Sciences of Philadelphia, 1962
- A new Blue Jay (Cyanocitta cristata) from Newfoundland, Proceedings of the Biological Society of Washington, Vol. 75, No. 2, 1962, S. 205–206
- Eighth supplement to the Check-list of the Birds of the West Indies (1956), Academy of Natural Sciences of Philadelphia, 1963
- Ninth supplement to the Check-list of the Birds of the West Indies (1956), Academy of Natural Sciences of Philadelphia, 1963
- White-tailed Kite in Nicaragua, The Auk, Vol. 81, No. 2, 1964, S. 230
- Tenth supplement to the Check-list of the Birds of the West Indies (1956), Academy of Natural Sciences of Philadelphia, 1965
- Eleventh supplement to the Check-list of the Birds of the West Indies (1956), Academy of Natural Sciences of Philadelphia, 1966
- Twelfth supplement to the Check-list of the Birds of the West Indies (1956), Academy of Natural Sciences of Philadelphia, 1967
- Thirteenth supplement to the Check-list of the Birds of the West Indies (1956), Academy of Natural Sciences of Philadelphia, 1968
- Fourteenth supplement to the Check-list of the Birds of the West Indies (1956), Academy of Natural Sciences of Philadelphia, 1969
- Native birds of Mt. Desert Island and Acadia National Park, Academy of Natural Sciences of Philadelphia, 1969
- Fifteenth supplement to the Check-list of the Birds of the West Indies (1956), Academy of Natural Sciences of Philadelphia, 1970
- Native and winter resident birds of Tobago, Academy of Natural Sciences of Philadelphia, 1970
- Sixteenth supplement to the Check-list of the Birds of the West Indies (1956), Academy of Natural Sciences of Philadelphia, 1971
- Seventeenth supplement to the Check-list of the Birds of the West Indies (1956), Academy of Natural Sciences of Philadelphia, 1972
- Eighteenth supplement to the Check-list of the Birds of the West Indies (1956), Academy of Natural Sciences of Philadelphia, 1973
- Nineteenth supplement to the Check-list of the Birds of the West Indies (1956), Academy of Natural Sciences of Philadelphia, 1974
- Twentieth supplement to the Check-list of the Birds of the West Indies (1956), Academy of Natural Sciences of Philadelphia, 1976
- Twenty-first supplement to the Check-list of the Birds of the West Indies (1956), Academy of Natural Sciences of Philadelphia, 1977
- zusammen com Annabelle Stockton Dod: A new race of Chat Tanager (Calyptophilus frugivorus) from the Dominican Republic, Notulae Naturae, Número 451, 1977, S. 1–4
- Twenty-second supplement to the Check-list of the Birds of the West Indies (1956), Academy of Natural Sciences of Philadelphia, 1978
- Twenty-second supplement to the Check-list of the Birds of the West Indies (1956), Academy of Natural Sciences of Philadelphia, 1978
- Twenty-third supplement to the Check-list of the Birds of the West Indies (1956), Academy of Natural Sciences of Philadelphia, 1980
- Twenty-fourth supplement to the Check-list of the Birds of the West Indies (1956), Academy of Natural Sciences of Philadelphia, 1982
- Twenty-fifth supplement to the Check-list of the Birds of the West Indies (1956), Academy of Natural Sciences of Philadelphia, 1984